# Louis Le Normand de Bretteville
Louis Le Normand de Bretteville (nacido el 9 de diciembre de 1780 en la región de Normandía, Francia), fue una notable personalidad  cívica y militar. De noble familia francesa exiliada por la Revolución Francesa, segundo hijo del Marqués Louis Claude Le Normand de Bretteville, se radicó junto a su familia en Dinamarca. 
En dicho país fue reconocido su linaje nobiliario, desarrolló su carrera militar, y obtuvo títulos militares y la condecoración como ciudadano de honor de la ciudad de Aalborg (Dinamarca) por sus importantes contribuciones a dicha ciudad.
Una calle cerca del parque Karolinelund en Aalborg fue bautizada con su nombre el 16 de octubre de 1876. Su tumba es aún respetuosamente mantenida por la ciudad de Aalborg. 

## Reseña biográfica

### Nacimiento e infancia
Louis le Normand de Bretteville nació en Francia y llegó como exiliado a Dinamarca a los 14 años de edad, uno de los primeros días en diciembre de 1794. Fue recibido junto a su padre Louis Claude Le Normand de Bretteville y algunos hermanos menores en Brahetrolleborg por la pareja casada Sibylla y Ludvig Reventlow. 
La familia le Normand de Bretteville en 1791/1792 tuvo que dejar Francia debido a la revolución francesa, habiendo sufrido un gran dolor y dificultades en su viaje a través de Bélgica y Alemania. La madre y un par de niños más pequeños sucumbieron al agotador viaje y las enfermedades. El padre y el hermano mayor algunas veces participaron en la campaña que tuvo lugar contra el ejército revolucionario de Francia.

### Comienzos y vida profesional
El 30 de enero de 1796, Louis Bretteville a la edad de 15 años, formaba parte del Tercer Regimiento de Infantería de Jutlandia en Aalborg.
En el momento del censo de 1801 vivía con su padre en Gyldensteen.
En 1813 Louis Bretteville fue ascendido a caballero de 'Dannebrog' (El nombre de la bandera nacional de Dinamarca). Debido a sus méritos Louis Bretteville fue promovido como director del hospital de campaña en Altona, al tiempo que se formaron los cuerpos de Auxilio en Holsten en 1813.
Cuando Europa en 1815 finalmente obtuvo la paz después de las guerras napoleónicas, Dinamarca debía participar en la ocupación de Francia. En dicha ocasión, Louis Le Normand de Bretteville fue elegido para organizar el sistema de servicios de los hospitales, obteniendo la Orden de la Lilie en su regreso a Francia.
En 1817 por sus cualidades culturales e idiomáticas acompañó al joven duque de Augustenborg y su hermano el Príncipe de Nør en sus viajes por Europa. Posteriormente a su regreso en 1823 fue destinado a Copenhague.
En forma concomitante a su profesión militar fue inventor, y ferviente estudioso del campo de la química, creando productos de saneamiento y relacionados al campo hospitalario. No obstante, la invención más importante de Louis Le Normand de Bretteville fue un prototipo de ametralladora accionada por aire, cuyos bocetos le remitió al Rey Federico VI en 1826.

## Vida personal
Louis conoció y se enamoró de una chica muy joven, Margarethe Magdalena Pedersen (Norville). Margarethe nació y se bautizó en Næstved en septiembre de 1808 como hija de Peder Madsen y de su esposa Kirsten Jørgensdatter. Ella dio a luz cinco hijos de Louis Le Normand de Bretteville, primero un par de gemelos, que murieron en el mismo día en 'Fødselsstiftelsen' en Copenhague en mayo de 1826. El 27 de junio de 1827 dio a luz a una hija, Fanny Lodovica Le Normand de Bretteville, y al año siguiente, en octubre de nuevo un par de gemelos, quienes también murieron.
Louis Le Normand de Bretteville fue destinado a Aalborg y Margrethe tuvo que entregar provisoriamente a Fanny Lodovica a una familia sustituta. Louis Bretteville durante estos años mantuvo algún tipo de contacto con la niña Lodovica, que se encontraba siendo criada en Copenhague.
Posteriormente la pareja se disolvió y Margrethe Norville se casó con el conde Friedrich Siegfried Rantzau, con quien tuvo dos hijos, muriendo el 10 de octubre de 1847.
En 1837 Louis solicitó el permiso del rey para adoptar legalmente a su hija de sangre extramatrimonial nacida en el año 1827 en la ciudad de Copenhague, bajo el nombre Fanny Lodovica, de forma que, con el permiso otorgado por el rey Federico VI su única hija mantuvo todos los privilegios, tales como el derecho a la herencia, el derecho a llevar su apellido y los títulos de nobleza.
Lodovica, a la edad de 10 años llegó a su viejo padre quien tenía 57 años de edad, lo cual resultó una gran alegría para ambos, dado que vivieron juntos en Aalborg, hasta su muerte en 1847.
Posteriormente, la Marquesa Fanny Lodovica resultó una afamada escritora reconocida por sus cartas con Goldschmidt y Kierkegaard en las cuales abogaba fervientemente por los derechos de las mujeres, teniendo cuatro hijos de su matrimonio con Rasmus Johannes Simesen (Skiold Sofren Simesen de Bielke, Helga Antoinette Simesen, Hjalmar Louis Simesen y Valborg Simesen, los únicos cuatro nietos de Louis Le Normand de Bretteville).-

## Premios y reconocimientos
- Ciudadano de honor de la ciudad de Aalborg (por su destacada labor destinando trabajo y fondos para la creación del parque Karolinelund (ex- Tivolliland en dicha ciudad)
- Caballero de la Orden de la Lilie (otorgado en Francia, por su labor en su país natal, en el cual era reconocido por su nobleza, al ser el hijo mayor de Louis Claude Le Normand de Bretteville)
- Caballero de Dannebrog (Otorgado por su destacada labor en servicio de la corona danesa)